# لهجة ماجهي (البنجاب)
لهجة ماجهي (بالبنجابية: ਮਾਝੀ، ماجی پنجابی دی اک بولی اے ) ويشار إليها باسم اللهجة الخاصة أو المشتقة من اللغة البنجابية.
نشأت في منطقة ماجها Majha من إقليم البنجاب. كما انها تستخدم للإشارة إلى الأشخاص الذين يتحدثون هذه اللهجة ويعيش معظمهم في مناطق البنجاب حول أمريتسار وغورداسبور، وأهم المدن في هذا المجال التي تحكى فيه لهجة ماجهي هي لاهور وأمريتسار.

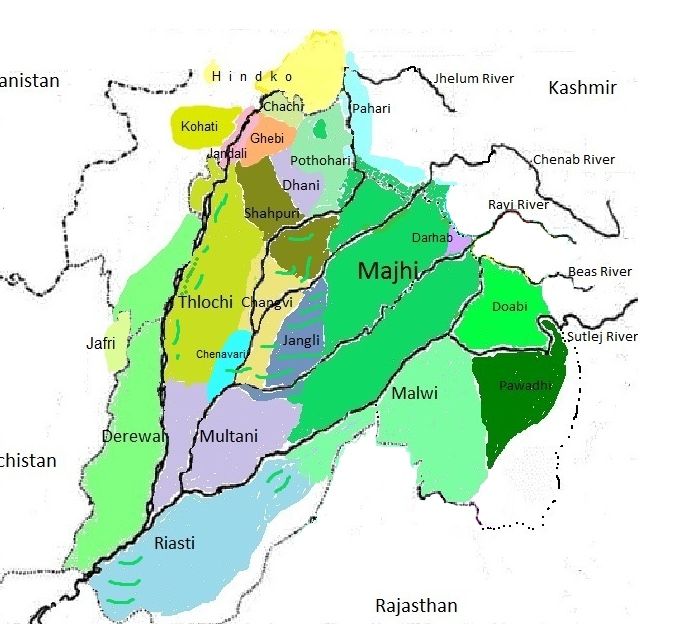
اللهجات المشتقة من اللغة البنجابية